# Baviola tenuimana
Baviola tenuimana är en spindelart som först beskrevs av Simon 1893.  Baviola tenuimana ingår i släktet Baviola och familjen hoppspindlar. Inga underarter finns listade.